# Великие Сорочинцы
Вели́кие Соро́чинцы (укр. Великі Сорочинці) — село, Великосорочинский сельский совет, Миргородский район, Полтавская область, Украина.
Код КОАТУУ — 5323281001. Население по переписи 2001 года составляло 4050 человек.
Является административным центром Великосорочинского сельского совета, в который, кроме того, входит село
Малый Байрак.

## Географическое положение
Село Великие Сорочинцы находится, в основном, на правом берегу реки Псёл, выше по течению на расстоянии в 1,5 км расположено село Савинцы, ниже по течению на расстоянии в 7 км расположено село Мареничи.
Река в этом месте извилистая, образует лиманы, старицы и заболоченные озёра.
Рядом проходит автомобильная дорога Р-42 (Т-1710).

## История
В старину — (предположительно) Краснополь, а с 1620-х годов известно под названием Сорочинцы. В это время принадлежит Иеремии (Ереме) Вышневецкому (до 1648 года).
В 1648 году создана Сорочинская сотня Миргородского полка.
Село указано на карте частей Киевского, Черниговского и других наместничеств 1787 года как Сорочинцы
К 1900 году в местечке было 1514 дворов, 8882 жителя, 7 школ (1 министерская, 1 земская, 3 церковно-приходских, 2 школы грамоты); 5 ярмарок в год.
В 1905 году в Сорочинцах и окрестных сёлах произошли крестьянские выступления, жестоко подавленные карательной экспедицией под командованием статского советника Филонова. Были убиты десятки крестьян, сотни ранены и подвергнуты пыткам. Расправа вызвала возмущение писателя-демократа В. Г. Короленко, который откликнулся негодующей статьёй «Открытое письмо статскому советнику Филонову». Вскоре после выхода статьи Филонов был убит эсерами, в связи с чем Короленко обвиняли в подстрекательстве к убийству, хотя в реальности писатель не поддерживал «бунтовщиков», а требовал суда над чиновником. Позднее статья преобразована в цикл очерков, вышедший отдельным изданием в 1907 году под названием «Сорочинская трагедия»; оно официально применялось позже, в советской историографии, для наименования этих событий. Было установлено несколько памятников Сорочинской трагедии, последний из них — в 1968 году (скульптор Е. Жуковский, архитектор А. Скиба).

## Экономика
- Национальная Сорочинская ярмарка (ООО «Сорочинський ярмарок»).
- Отель-Музей «Хутор Гоголя».
- «Великосорочинское», ЧП.

## Объекты социальной сферы
- Школа.
- Санаторная школа-интернат.
- Дом культуры.

## Достопримечательности
Достопримечательностью села является Спасо-Преображенская церковь — яркий образец церковной архитектуры Украины XVIII в., интерьер которого украшен уникальным семиярусным резным иконостасом (17×20 м) с более чем сотней икон. Именно в этой церкви в 1809 году крестили Н. В. Гоголя.
В Центральном Государственном Историческом Архиве Украины в городе Киеве есть документы православной церкви за 1739—1794 год, а в областном архиве Полтавской области 1741—1866 годы.
Первый памятник Гоголю открыли в Сорочинцах в 1911 году (скульптор И. Гинцбург). В 1929 году в домике доктора М. Трохимовского, где родился писатель, основали музей. Во время Великой Отечественной войны музей был разрушен. На его месте в 1951 году выстроили новое здание литературно-мемориального музея Н. В. Гоголя.
Каждый год в августе в селе проходила известнейшая Национальная Сорочинская ярмарка, которая возобновлена с 1966 года.
Здесь же родился украинский писатель и драматург Владимир Самийленко.
- Памятник Н. В. Гоголю в Сорочинцах, 1911 год
- Миргородский уезд. Открытие памятника Н. В. Гоголю в Сорочинцах, 1911
- Музей Н. В. Гоголя

## Знаменитые жители и уроженцы
- Ажажа, Владимир Михайлович (1931—2009) — советский и украинский физик, академик Национальной академии наук Украины.
- Апостол, Даниил Павлович (1654—1734) — гетман Войска Запорожского.
- Балюк, Александра Алексеевна (1913—1994) — Герой Социалистического Труда.
- Гоголь, Николай Васильевич (1809—1852) — русско-украинский писатель.
- Заплава, Мария Григорьевна (1927—2011) — Герой Социалистического Труда.
- Самойленко, Владимир Иванович (1864—1925) — украинский поэт и драматург.
- Ручко, Игнат Емельянович (1886—1937) — украинский микробиолог. Член-корреспондент АН УССР.